# Nagyszombati kötés
A nagyszombati kötés 18. századi osztrák barokk kötéstípus.  Aranyozott táblafelület jellemzi indás kerettel, amelyen bélyegzőkkel nyomott indákból alakul ki a mandula, ovális vagy kör alakú középdísz. A középdíszben legtöbbször Krisztus-monogram, I. H. S.; vagy MARIA felirat olvasható. Mintegy 1730-tól jellemző a nagyszombati könyvkötészetre. A nagyszombati könyvkötészet virágkorában, a 18. században e típus hatott a győri, kőszegi, kassai, pozsonyi kötészet termékeire.